# Johan V Hoen de Cartils

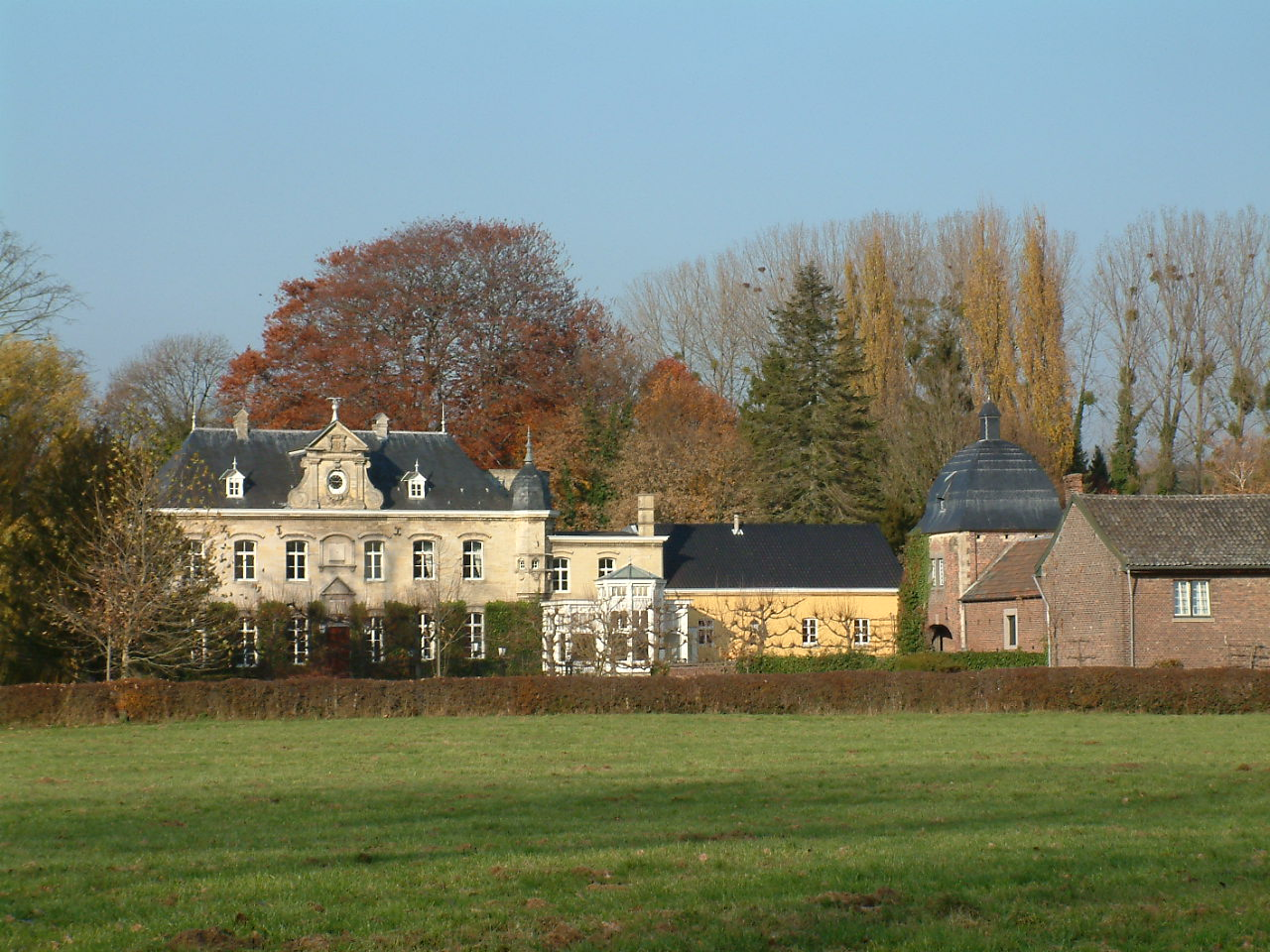
Kasteel Cartils

Johan V Hoen de Cartils ook genoemd Jan Hoen de Cartils baron van Cartils  (1415 - 5 januari 1479). Hij was een zoon van  Johan IV Hoen de Cartils baron van Cartils (ca. 1385-) die getrouwd was met Agnes van den Bosch (ca. 1385-). 
Hij trouwde met Maria I van Hulsberg (ca. 1420-) de dochter van Reinier II van Hulsberg-van Schaloen uit het Huis Hulsberg en Maria van Bottard-van Ruchan. Uit zijn huwelijk werd geboren:
- Agnes II Hoen de Cartils  (ca. 1445-)
- Librecht Hoen de Cartils commandeur Der Duitsche Orde te Maastricht  (ca. 1447-)
- Johan VI Hoen de Cartils (ca. 1450-) trouwde met Isabella van Segraedt (1455-1507)
- Willem I Hoen de Cartils baron van Cartils  (ca. 1454-)